# Mach
Mach（mʌk）是一個由卡內基梅隆大學开发的计算机作業系統微內核，為了用於作業系統之研究，特別是在分布式與并行運算上。是最早實現微核心作業系統的例子之一，是許多其它相似的計畫的標準。
Mach開發計畫在卡內基梅隆大學從1985年運行到1994年，到Mach 3.0版結束。其他還有許多人繼續Mach的研究包括猶他大學的Mach 4 （页面存档备份，存于）。Mach的開發是為了取代BSD的UNIX核心，所以是許多新的作業系統的設計基礎。Mach的研究至今似乎是停止了，雖然有許多商業化作業系統，如NEXTSTEP與OPENSTEP，特別是Mac OS X（使用XNU核心）都是使用Mach或其衍生系統。Mach的虚拟内存（VM）系統也被BSD的開发者用於CSRG，並出現在BSD衍生的系統中，如FreeBSD。Mac OS X與FreeBSD並未保留Mach首倡的微核心結構，除了Mac OS X繼續提供微核心於內部處理通訊以及應用程式直接控制。
Mach繼承卡內基梅隆大學的Accent kernel，Mach計畫主導人理查德·拉希德曾於微軟的研究部門擔任高級人員，後成為微軟副總裁。另一Mach開發者阿瓦德斯·特凡尼安（Avie Tevanian）曾是NeXT首席程式設計師，之後擔任蘋果電腦軟體技術部門主管直到2006年 （页面存档备份，存于） 。
一个名为GNU Mach的计划与其相关，它是GNU操作系统工程的一部分。已有的操作系统Debian GNU/Hurd便是基于GNU Mach及其上的GNU Hurd。

## 历史

### Mach概念
Mach是作为传统UNIX内核的替代品出现的，因此其间的不同之处值得留意。当时的人们已渐渐感受到了早期UNIX中“一切皆文件”的抽象机制的不足，有限的扩展性使得开发者捉襟掣肘，苦不堪言。虽说贝尔实验室的Plan9在此方向上做了进一步努力，可是效果并不理想。现代操作系统需要更进一步的抽象。
比如UNIX的管道可谓饱受争议。人们迫切需要一个类似管道的机制，允许在程序间交换不同的数据，而不仅仅是文件式的读写。或者换句话说，一套进程间通信机制（IPC）。一时间各路系统（包括UNIX）纷纷推出了各自的IPC机制，然而大多皆是些针对特定目标的库，其通用性仍远远不够。
鉴于此，卡耐基梅隆大学从Accent内核项目出发，尝试开发了一套基于共享内存的IPC系统。Accent是一个拥有丰富特性的纯实验系统，不过在Accent开发期间，社会上研究操作系统的重点已经有所变化；且UNIX已经被广泛接受作为研究的默认系统，Accent对UNIX的不兼容也限制了它在研究方向上的应用；更甚者，Accent的可移植性似乎并不是很好，而在当时看来（八十年代初）硬件平台的更新换代值正欣欣向荣，似乎会出现一次大爆炸。
因此卡内基梅隆大学转向了Mach项目，其设计目标大体即一个结构清晰、UNIX兼容、高度可移植的Accent。按以下几个概念作为其基础：
- “任务”即拥有一组系统资源的对象，允许“线程”在其中执行。
- “线程”是执行的基本单位，拥有一个任务的上下文，并且共享任务中的资源。
- “port”是任务间通讯的一组受保护的消息队列；任务可以对任何port发送或接收数据。
- “消息”是某些有类型的数据对象的集合，它们只可以发送至port - 而非某特定任务或线程。

Mach继承了Accent IPC的理念，然其本身却扎根于UNIX，轻而易举即可移植UNIX下的程序。Mach引入了port的概念用以表示双向的IPC，它就像UNIX下的文件一样拥有权限信息，使得其安全模型非常接近UNIX。并且，Mach使得任何进程都可以拥有一般系统中内核才有的权限，从而允许用户进程实现与硬件交互等操作。
同UNIX一样，Mach系统也包含了一组丰富的实用工具，并保留了unix中驱动程序的概念用以硬件交互。
与UNIX的一大区别即在于，除了操作文件，Mach更可以操作一切“任务”。这一来大量的内核代码可以转移到用户空间，使内核变得更小，从此领发了微内核的思潮。与传统的系统不同，Mach下的进程（或者说“任务”）之下是多个线程。这在今天自己屡见不鲜，可是要知道，Mach正是如此定义任务与线程关系的第一人。内核的责任从总揽大局者精简为基础设施的提供者，并为其提供有限的调度。
Port机制在IPC中的应用该是Mach与其他传统内核的一大分野。在UNIX下，用户进程调用内核只能通过系统调用或陷入（trap）。用户进程使用一个库安排好数据的位置，然后软件触发一个中断，内核在初始化时会为所有中断设置handler，因此程序触发中断的时候，控制权就转移到了内核，在一些必要的检查之后即可得以进一步操作。
在Mach下，这就交给了IPC系统。与直接系统调用不同，这里的用户进程是先向内核申请一个port的访问许可，然后利用IPC机制向这个port发送消息。虽说发送消息的操作同样是系统调用，但Mach内核的工作形式有些不同——handler的工作可以交由其他进程实现。
IPC消息传递机制的应用为线程和并发提供了很好的支持。进程之下是多个线程，线程作为IPC机制的单元，Mach得以在消息被处理时控制线程睡眠或唤醒。这就允许系统将进程分布于多个处理器之上，消息直接通过共享内存实现也可，必要时为其它处理器复制一份也可。在传统内核中这很难实现：系统必须保证不同处理器上的的不同程序不会在同时访问同一块内存，在Mach中则要更容易的多。不同进程的内存访问互不干涉，一切交由port通信。
早期的IPC系统有些性能问题，必须正视。同其前辈Accent一样，Mach使用一个共享内存机制以避免消息传递中低效的内存拷贝。它利用硬件的MMU实现数据共享，只在数据被修改的时候才执行拷贝，即写时复制。
内核也必须检查消息的正确性。Port在设计上即取了UNIX文件系统的概念，这一来就允许用户使用现成的文件系统概念即可，权限、访问许可之类就都有了。
这样设计也简化了开发。传统的程序依然可以拿来，也可以再设计。单内核系统的一个bug就得让整个系统崩溃从而不得不重启，而Mach仅仅需要重新运行出问题的那个进程。操作系统即一组程序的集合，用户得以选择其系统的功能——只需管理当前运行的进程即可。
需要了解，Mach以上的所有特性皆为跨平台而设计。如下引用一段：
与UNIX最初无视多处理器的设计不同，Mach在设计伊始即将多处理器支持纳入考虑。它的扩展性也很好，UMA还是NUMA都能很好的支持。Mach是为千种不同的处理器而设计的，移植到其他体系结构很容易。其设计的一个关键目标即为各不相同的硬件平台上，实现可移植的分布式系统。（Appendix B, Operating System Concepts）
不足自然也不少。相对容易的一个问题是port的位置不明显，在UNIX下这样的问题通过文件系统提供一个大家都知道的名字来解决。虽说这一机制也可以拿来，但是Mach在设计上又恰恰尽力使得port保持透明。缺乏表示port位置的机制，使得其扩展性大打折扣。